# Thần kinh sống cổ V
Thần kinh sống cổ V (C5) là dây thần kinh sống thuộc đoạn cổ của tủy sống. Thần kinh rời khỏi ống sống, thoát ra từ bờ trên đốt sống cổ V (C5) hay bờ dưới đốt sống cổ IV (C4).
Thần kinh phân nhánh ra thần kinh hoành, thần kinh ngực dài và thần kinh vai sau trước khi hợp với thần kinh sống cổ VI tạo thành thân trên trong đám rối thần kinh cánh tay. Thân trên này sẽ hợp với thân giữa tạo thành bó ngoài và bó sau. Bó ngoài và bó trong cũng hợp lại và cho các nhánh tận chi phối cho các cơ vùng cánh tay.
| Thần kinh | Bó ngoài        | Bó trong       | Bó sau         |
| --------- | --------------- | -------------- | -------------- |
| C5        | Thần kinh cơ bì | Thần kinh quay | Thần kinh nách |
| C5        | Thần kinh giữa  |                |                |